# Blade: The Series
Blade: The Series – amerykański superbohaterski serial dramatyczny na podstawie serii komiksów o superbohaterze o pseudonimie Blade wydawnictwa Marvel Comics. Twórcą serialu był David S. Goyer. Tytułową rolę zagrał Kirk „Sticky” Jones, a obok niego w głównych rolach wystąpili: Jill Wagner, Nelson Lee, Jessica Gower i Neil Jackson.
Blade: The Series jest kontynuacją trylogii filmowej z lat 1998–2004 z Wesleyem Snipesem w roli Blade’a, a jego wydarzenia mają miejsce zaraz po ostatnim filmie serii Blade: Mroczna trójca.
Pilot serialu, w postaci filmu telewizyjnego, Blade: House of Chthon, zadebiutował 28 czerwca 2006 roku na antenie Spike TV. Emisję pozostałych odcinków rozpoczęto 5 lipca. Serial zakończono 13 września, po jednym sezonie, z powodu wysokich kosztów produkcji. Blade: The Series spotkał się z mieszanymi reakcjami krytyków.

## Streszczenie fabuły
Krista Starr wraca ze służby wojskowej w Iraku i dowiaduje się, że jej brat bliźniak Zack zginął w tajemniczych okolicznościach. Jej śledztwo ujawnia, że Zack był „chowańcem” – sługą wampirów, który zgadza się wykonywać ich rozkazy w nadziei, że jego „pan” nagrodzi go życiem wiecznym. Poszukiwania zabójcy brata prowadzą Kristę do walki z Bladem i z Marcusem Van Sciverem. Ten drugi okazuje się być zabójcą Zacka. Marcus, zauroczony Kristą, postanawia zmienić ją w wampira. Potem Blade wstrzykuje jej to samo serum, którego używa do kontrolowania własnych wampirzych instynktów i oferuje jej pomoc w zemście za śmierć jej brata, chcąc przy tym pokonać Marcusa i zniszczyć Dom Chthonów.
Krista działa pod przykrywką w Domu Chthonów, zmagając się z jej wzmagającą drapieżną naturą oraz wysiłkami Marcusa, aby opracować „szczepionkę”, która uodporni wampiry na wszystkie ich tradycyjne słabości. Okazuje się jednak, że Marcus pracuje nad wirusem, którego chce wykorzystać do likwidacji „czystokrwistych” wampirów i pozostawić przy życiu tylko te wampiry, które wcześniej były ludźmi. Udaje mu się to z pomocą Blade’a.

## Obsada

### Główne role
- Kirk „Sticky” Jones jako Eric Brooks / Blade, hybryda wampira i człowieka, który może poruszać się w ciągu dnia i poluje na wampiry[2][3].
- Jessica Gower jako Chase, pomocniczka Marcusa[2][3].
- Neil Jackson jako Marcus van Sciver, potężny wampir, członek Domu Chthonów[2][3].
- Nelson Lee jako Shen, współpracownik Blade’a, który odpowiada za technologię[2][3].
- Jill Wagner jako Krista Starr, weteranka wojenna z Iraku, która poszukuje zabójcy swojego brata bliźniaka[2][3].

### Role drugoplanowe
- P. Lynn Johnson jako Lisa Starr[4]
- Don Thompson jako Pat McCallum[4]
- Larry Poindexter jako Ray Collins[4]
- John DeSantis jako Thorne[4]
- Sahar Biniaz jako Sabine[4]
- Bill Mondy jako Brian Boone[4]
- Emily Hirst jako Charlotte[5]

### Role gościnne
- David Kopp / Quinn Lord jako Zack Starr[4]
- Ryan Kennedy jako Cain[4]
- William MacDonald jako wielebny Carlyle[4]
- Andrew McIlroy jako Vonner[4]
- Bokeem Woodbine jako Steppin’ Razor[4]
- Sonja Bennett jako Vanessa[4]
- Jody Thompson jako Glynnis[4]
- Jenn Bird jako Patricia Barton[4]
- Colin Lawrence / Richard Roundtree jako Robert Brooks[5]
- Fulvio Cecere jako Mack Sorenson[5]
- Cornell Turner jako Cress[5]

## Emisja i wydanie
Dwugodzinny pilot serialu jako film telewizyjny, zatytułowany Blade: House of Chthon, zadebiutował 28 czerwca 2006 roku na antenie Spike TV. Kolejne 11 odcinków sezonu emitowano co tydzień od 5 lipca do 13 września tego samego roku.
18 września 2007 roku New Line Home Entertainment wydało na DVD samodzielnie pilot serialu. Natomiast całość 12 lutego 2008 roku w czteropłytowym wydaniu Blade: The Series – The Complete Series, zawierające dodatkowe nieocenzurowane sceny, które nie zostały pokazane w telewizji.

## Lista odcinków
| Nr | Tytuł                          | Reżyseria             | Scenariusz                                | Premiera (Spike TV) |
| -- | ------------------------------ | --------------------- | ----------------------------------------- | ------------------- |
| 1  | Pilot (Blade: House Of Chthon) | Peter O’Fallon        | Geoff Johns, David S. Goyer               | 28 czerwca 2006     |
| 2  | Death Goes On                  | Michael Robison       | David Simkins                             | 5 lipca 2006        |
| 2  | Descent                        | John Fawcett          | Adam Targum                               | 12 lipca 2006       |
| 4  | Bloodlines                     | Felix Enriquez Alcala | Geoff Johns                               | 19 lipca 2006       |
| 5  | The Evil Within                | Michael Robison       | Daniel Truly                              | 26 lipca 2006       |
| 6  | Delivery                       | Alex Chapple          | Barbara Nance                             | 2 sierpnia 2006     |
| 7  | Sacrifice                      | David Straiton        | Chris Ruppenthal                          | 9 sierpnia 2006     |
| 8  | Turn of the Screw              | Norberto Barba        | Barbara Nance                             | 16 sierpnia 2006    |
| 9  | Angels and Demons              | Felix Enriquez Alcala | Adam Targum                               | 23 sierpnia 2006    |
| 10 | Hunters                        | Brad Turner           | Geoff Johns                               | 30 sierpnia 2006    |
| 11 | Monsters                       | Ken Girotti           | Daniel Truly                              | 6 września 2006     |
| 12 | Conclave                       | Alex Chapple          | David S. Goyer, Daniel Truly, Geoff Johns | 13 września 2006    |

## Produkcja

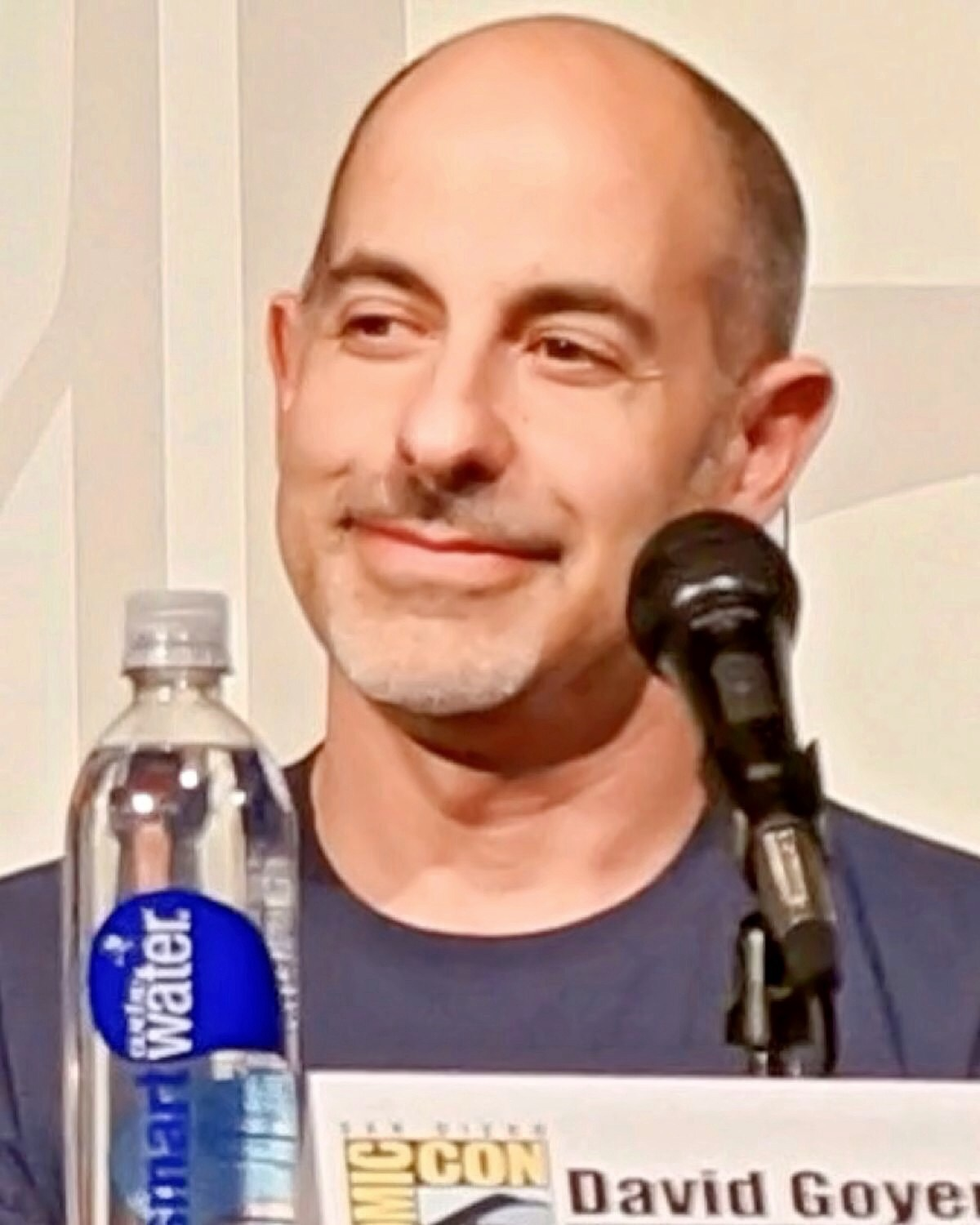
David S. Goyer, twórca, producent wykonawczy i współscenarzysta serialu

We wrześniu 2005 roku ujawniono, że Spike TV planuje serial telewizyjny na podstawie postaci Blede’a z komiksów wydawnictwa Marvel Comics. Poinformowano wtedy, że David S. Goyer napisze scenariusz wspólnie Geoffem Johnsem. W listopadzie ujawniono, że za reżyserię dwugodzinnego pilota odpowiadać ma Peter O’Fallon, a prace zdjęciowe nad nim na zostały zaplanowane na 14 listopada tego samego roku w Vancouver. Goyer, Avi Arad, Jim Rosenthal i Jon Kroll mają pełnić role producentów wykonawczych, a New Line Television zajmie się produkcją. Poinformowano również, że Kirk „Sticky” Jones został obsadzony w tytułowej roli oraz że w serialu wystąpią również: Jill Wagner, Neil Jackson, Nelson Lee i Jessica Gower.
Pod koniec stycznia 2006 roku, po ukończeniu prac nad pilotem, Spike TV zamówiło pełny sezon serialu – kolejne 11 odcinków, do których zdjęcia zaplanowane zostały na wiosnę w Vancouver, a premiera serialu na drugą połowę roku. Ari Arad dołączył jako producent wykonawczy. Ujawniono również, że serial jest kontynuacją trylogii filmowej z lat 1998–2004 z Wesleyem Snipesem w roli Blade’a, a jego wydarzenia mają miejsce zaraz po ostatnim filmie serii Blade: Mroczna trójca. Za produkcję serialu, poza New Line Television, odpowiadały również Phantom Four Films i Marvel Entertainment. Muzykę do serialu skomponował Ramin Djawadi.
Pod koniec września 2006 roku poinformowano, że stacja zdecydowała się zakończyć serial po pierwszym sezonie. Johns wskazał, że powodem skasowania serialu były jego wysokie koszty.

## Odbiór

### Krytyka w mediach
Serial spotkał się z mieszaną reakcją krytyków. W serwisie Rotten Tomatoes 50% z 18 recenzji uznano za pozytywne, a średnia ocen wystawionych na ich podstawie wyniosła 7,3/10. Na portalu Metacritic średnia ważona ocen z 15 recenzji wyniosła 49 punktów na 100.
Gillian Flynn z „Entertainment Weekly” oceniła serial pozytywnie i napisała: „Kiedy strzelanina, kickboxing i podrzynanie gardła rzeczywiście przypominają przerwy w akcji, masz pełnokrwisty serial”. Anita Gates z „The New York Times” napisała, że „serial [...] popisuje się szybkimi, brutalnymi zabójstwami: fachowym odcięciem głowy mieczem, łatwym skręceniem karku, swobodnym zrzuceniem kobiety z wieżowca. Ale szczyci się też pewną dozą rzekomo wysokiej klasy uroku [...]” oraz stwierdziła, że pasuje on do stacji telewizyjnej skierowanej dla mężczyzn. Brian Lowry z „Variety” uznał, że serial dostarcza „bardziej mdłego łyku osocza aniżeli krwawej rozwałki, którą miał być”. W recenzji z 2017 roku, Liz Shannon Miller z IndieWire skrytykowała serial i stwierdziła, że jego zauważalną wadą jest brak Wesleya Snipesa.

### Oglądalność
Dwugodzinny pilot serialu zebrał 2,5 miliona widzów i był najchętniej oglądaną premierą oryginalnej produkcji w historii Spike TV. Znalazł się również na pierwszym miejscu w wieczornym paśmie telewizji kablowych w programach rozrywkowych w grupie mężczyzn w wieku 18-34 i 18–49 lat.

### Nominacje
| Rok  | Ceremonia  | Kategoria                                         | Nominowani                                                        | Rezultat  | Przypis |
| ---- | ---------- | ------------------------------------------------- | ----------------------------------------------------------------- | --------- | ------- |
| 2007 | Leo Awards | Najlepsze efekty specjalne w serialu dramatycznym | Robert Habros, Kevin Little, Greg Hansen, Aaron Brown, Stu MacRae | Nominacja | [ 25 ]  |